# Чемпионат мира по лёгкой атлетике 1991 — прыжок в длину (мужчины)
Прыжки в длину среди мужчин стали одним из наиболее зрелищных состязаний чемпионата мира по лёгкой атлетике 1991 года, проходившего в японской столице Токио. В соревновании участвовало 43 спортсмена из 34 стран. Атлеты были разбиты на две группы, квалификационные прыжки в которых состоялись 29 августа. 13 человек, показавшие лучшие результаты, вышли в финал, который состоялся 30 августа.
Все три медали получили представители США. Майк Пауэлл, превысив результат Боба Бимона на Олимпиаде 1968 года, установил новый мировой рекорд — 8,95 м.
Лучший представитель СССР Владимир Очкань занял 8 место, прыгнув в финале на 7,99 м. Двое других советских спортсменов (Роберт Эммиян и Дмитрий Багрянов) выйти в финал не сумели.

## Рекорды
На момент начала соревнований, мировой рекорд и рекорд чемпионата были следующими:
| Мировой рекорд    | 8,90 | Боб Бимон  | США | Мехико | 18.10.1968 |
| Рекорд чемпионата | 8,67 | Карл Льюис | США | Рим    | 05.09.1987 |

## Призёры
| Золото                   | Серебро                 | Бронза                     |
| Майк Пауэлл · США · 8,95 | Карл Льюис · США · 8,91 | Ларри Майрикс · США · 8,42 |

## История
Соперничество прыгунов в длину Карла Льюиса и Майка Пауэлла на чемпионате мира 1991 года, в ходе которого был побит рекорд Боба Бимона 23-летней давности, по праву называют одной из самых величайших дуэлей в истории лёгкой атлетики.

### 1968—1991
После того, как на Олимпийских играх 1968 года в Мехико Боб Бимон показал феноменальный результат 8,90 м, превысив прежний рекорд на 55 см, этот прыжок в течение 23 лет был недосягаем для сильнейших легкоатлетов мира. Сошли со сцены выдающиеся спортсмены 1960-х годов — американец Ральф Бостон, немец Йозеф Шварц, советский прыгун Игорь Тер-Ованесян, на их место пришли сильные молодые спортсмены. Тем не менее, результаты за 8,30 м долгое время попадали в категорию выдающихся, а рекорд Европы югослава Ненада Стекича, который в 1975 году прыгнул на 8,45 м, стал сенсацией и считался неофициальным мировым рекордом для равнинных стадионов. Только в 1979 году новое поколение прыгунов преодолело психологически важный рубеж 8,50 м. Это сделал на Кубке мира 1979 года в Монреале американец Ларри Майрикс, показавший второй результат в истории лёгкой атлетики — 8,52 м. Год спустя на Олимпиаде 1980 года в Москве Луц Домбровски из ГДР победил с результатом 8,54 м, установив новый рекорд Европы.
В начале 1980-х годов взошла звезда выдающегося американского спортсмена, в будущем — девятикратного олимпийского чемпиона Карла Льюиса. Он не попал на Олимпиаду 1980 года в Москве из-за бойкота, организованного администрацией США, однако с 1981 года стал показывать блестящие результаты. За 10 лет с 1981 по 1991 год Льюис не проиграл ни одного соревнования в прыжках в длину, одержав подряд 65 побед. За этот период он победил на двух Олимпиадах (1984 в Лос-Анджелесе, 1988 в Сеуле), двух чемпионатах мира (1983 в Хельсинки, 1987 в Риме) и буквально «истоптал» прыжковую яму в районе рекорда Бимона, совершив 8 легальных прыжков за 8,70 м и ещё 7 прыжков — с попутным ветром, превышающим норму. Его личный рекорд до чемпионата мира в Токио составлял 8,79 м (1983 год, Сестриере). Такой же результат он показал в 1984 году в закрытом помещении, установив мировой рекорд для залов.
Наиболее серьёзным соперником Льюиса считался его товарищ по команде США, серебряный призёр олимпиады 1988 года в Сеуле Майк Пауэлл. Его личный рекорд, установленный в прошедшем году был равен 8,66 м. В отсутствие Льюиса, Пауэлл выиграл все 12 стартов 1991 года, вплоть до национального чемпионата США, состоявшегося 15 июня, где с результатом 8,63 м проиграл Льюису всего 1 см. В июле, на соревнованиях в итальянском городе Сестриере, он прыгнул на 8,61 м.
Претендентом на медаль был также американец Ларри Майрикс. Однако его личный рекорд 8,74 м был установлен в 1988 году, а последний раз за 8,50 м он прыгал в 1989 году, показав в июне в Хьюстоне результат 8,70 м.
Своеобразной репетицией чемпионата мира стал национальный чемпионат США, прошедший 15 июня 1991 года в Нью-Йорке, где выступали все три претендента на медали чемпионата мира. Здесь с результатом 8,64 м победил Карл Льюис, показав прекрасную серию прыжков (8,64 — 8,60 — 8,59 — 8,54 — 8,46). Майк Пауэлл стал вторым, отстав всего на 1 сантиметр (8,63 — 8,58 — 8,52 — 8,48), третье место занял Ларри Майрикс (8,50 — 8,38).
В чемпионате мира участвовал и советский спортсмен Роберт Эммиян, который в 1987 году в Цахкадзоре установил сенсационный рекорд Европы — 8,86 м. До чемпионата в Токио этот результат оставался вторым за всю историю лёгкой атлетики и уступал мировому рекорду Бимона всего 4 см. Однако пик спортивной карьеры Эммияна пришёлся на 1986—1987 годы. После этого лучшим его достижением был результат 8,32 м, показанный в 1990 году.

### Ход соревнований
Квалификационные соревнования 29 августа 1991 года не принесли неожиданностей. Лучший результат (8,56 м) показал Карл Льюис, это был самый лучший результат, когда-либо показанный в квалификации, причём в первой неудачной попытке он с небольшим заступом улетел в район отметки 8,80 м. Рекордсмен Европы Роберт Эммиян в квалификации прыгнул только на 8,00 м, на 1 см меньше, чем было необходимо для выхода в финал.
Финальные соревнования состоялись на следующий день, 30 августа. К Токио приближался тайфун, небо заволокли грозовые тучи, дул порывистый, часто меняющий направление ветер, было влажно и душно. Пауэлл по жребию прыгал раньше своего основного соперника. В первой попытке он прыгнул откровенно слабо (7,85 м), а Льюис сразу же сделал весомую заявку на победу, установив новый рекорд чемпионатов мира — 8,68 м. На второе место вышел немецкий спортсмен чемпион Европы Дитмар Хаф с результатом 8,01 м. В следующей попытке Пауэлл вышел на второе место с результатом 8,54 м, Льюис заступил, а Ларри Мирикс, прыгнув на 8,20 м оттеснил Хафа на четвёртое место.
В третьей попытке Пауэлл прыгнул на 8,29 м, а Льюис с попутным ветром 2,3 м/с показал 8,83 м. Как оказалось в дальнейшем, это было только начало выдающейся серии из четырёх прыжков за 8,80 м, равных которой история лёгкой атлетики ещё не знала. Немец Дитмар Хаф с попутным ветром прыгнул на 8,23 м и вернул себе третью позицию.
Пауэлл поймал кураж и рвался в бой. В четвёртой попытке он совершил великолепный прыжок в район отметки 8,80 м, однако судьи зафиксировали заступ около 2 см. Разочарованный Пауэлл опустился на колени перед планкой, пытаясь разглядеть на пластилиновом валике след своей шиповки, и убедился, что судья прав. Ответом Льюиса был прыжок на 8,91 м, на 1 см превышавший рекорд Боба Бимона. Но мировой рекорд устоял, так как скорость попутного ветра в момент прыжка составляла 3,0 м/с, однако этот результат шёл в зачёт соревнований, и Льюис упрочил своё лидирующее положение, опережая Пауэлла на 37 см. Мирикс в четвёртой попытке улетел на 8,41 м, отобрав у Хафа третье место, на этот раз окончательно.
К этому моменту никто на стадионе не сомневался, что Пауэлл не в силах на равных соревноваться с Льюисом, находящимся в блестящей спортивной форме. Все ждали от Льюиса нового мирового рекорда. Неожиданная развязка наступила в следующей попытке. В своём пятом прыжке Пауэлл приземлился вплотную к 9-метровой отметке и на табло вспыхнули цифры 8,95 м. В момент прыжка было затишье, скорость попутного ветра составила 0,3 м/с, это значило, что один из самых старых мировых рекордов был побит.
Льюис предпринял две отчаянные попытки догнать Пауэлла. В пятой попытке, при встречном ветре 0,2 м/с, ему удался прыжок на 8,87 м, ставший его личным рекордом и третьим результатом в истории лёгкой атлетики. В шестой попытке Пауэлл заступил, а Льюис опять прыгнул невероятно далеко — 8,84 м, однако этого было недостаточно, чтобы одержать победу.
Ларри Мирикс в пятой попытке совершил свой лучший прыжок на 8,42 м и в итоге занял третье место.
Лучший из советских спортсменов, Владимир Очкань, который вышел в финал последним с результатом 8,01 м, в финале прыгнул только на 7,99 м и занял восьмое место.

### После соревнований
Многие специалисты были склонны считать рекорд Пауэлла (так же как ранее считали рекорд Бимона) случайностью, результатом счастливого стечения обстоятельств. В одном из интервью Карл Льюис сказал: «Это был величайший прыжок в его жизни, больше так он не прыгнет никогда» (англ. It was the greatest jump of his life and he may never do it again). Однако это предсказание не оправдалось. В последующие годы Пауэл продемонстрировал несколько очень далёких прыжков. 16 мая 1992 года в Модесто он с попутным ветром 3,8 м/с прыгнул на 8,90 м. 21 июля того же года в высокогорном Сестриере он совершил (с попутным ветром 4,4 м/с) самый дальний прыжок в истории лёгкой атлетики — 8,99 м, продемонстрировав серию 8,99 — 8,85 — 8,84 — 8,80 — 8,75 — 8,65. 31 июля 1994 года в Сестриере с попутным ветром 3,9 м/с он показал 8,95 м (Карл Льюис был вторым с результатом 8,72 м). Самый далёкий прыжок без помощи ветра после 1991 года (8,70 м) Пауэлл совершил в 1993 году в Саламанке.

## Цитаты
Майк Пауэлл:

«Моя мечта стала реальностью. Честно говоря, я думал, что Карл обойдёт меня в последней попытке. Я долго настраивал себя на то, что сейчас увижу, как он меня победит. Я думал, что он прыгнет на 9 метров».
Оригинальный текст (англ.)«This is a a dream come true. Honestly, I thought Carl would beat me in the last jump. I have conditioned myself for so long to see him come from behind and beat me. I thought he would jump nine metres».

Карл Льюис:

«Для меня это было очень важное соревнование, но ещё более важным оно было для Майка. Он сделал один великий прыжок, лучший прыжок в своей жизни, но это всё, что нужно в прыжках в длину».
Оригинальный текст (англ.)«It was a great competition for me, and even greater for Mike. He had just one great jump, the best jump of his life, but that's all it takes in the long jump».

Боб Бимон:

«Я знал, что кто-то неизбежно побьёт мой рекорд, но как и все другие я думал, что это будет Карл Льюис».
Оригинальный текст (англ.)«I knew that it was inevitable that someone would break my record, but like everyone else, I had assumed it would be Carl Lewis».

## Интересные факты
Во время своего рекордного прыжка Пауэлл недоступил до пластилинового валика 5 см. Кроме того, скорость ветра в момент прыжка составляла 0,3 м/с. Если бы ветер был сильнее, но в пределах разрешённого правилами для фиксации рекордов (2 м/c), это прибавило бы к прыжку ещё 4 сантиметра. Значит, при оптимальном стечении обстоятельств Пауэлл мог бы прыгнуть на 9,04 м.
Во время самого дальнего прыжка Льюиса (8,91 м), где он точно попал в край планки, скорость попутного ветра составляла 2,9 м/с. При скорости ветра 2 м/с прыжок был бы на 2 см короче — 8,89 м. Во время прыжка Льюиса на 8,87 м ветер был встречный со скоростью 0,2 м/с, при скорости попутного ветра 2 м/с прыжок был бы на 6 см длиннее — 8,93 м.

## Результаты

### Финал
| №  | Рез. | Ве- тер | Участник                 | Страна    | Попытки | Попытки | Попытки | Попытки | Попытки | Попытки | Приме- чание  |
| №  | Рез. | Ве- тер | Участник                 | Страна    | 1       | 2       | 3       | 4       | 5       | 6       | Приме- чание  |
| -- | ---- | ------- | ------------------------ | --------- | ------- | ------- | ------- | ------- | ------- | ------- | ------------- |
| 1  | 8,95 | 0,3     | Майк Пауэлл              | США       | 7,85    | 8,54    | 8,29    | ×       | 8,95    | –       | WR            |
| 2  | 8,91 | 2,9     | Карл Льюис               | США       | 8,68    | ×       | 8,83w   | 8,91w   | 8,87    | 8,84    | PB 8,87(–0,2) |
| 3  | 8,42 | 0,8     | Ларри Майрикс            | США       | ×       | 8,20    | ×       | 8,41    | 8,42    | ×       |               |
| 4  | 8,22 | 3,3     | Дитмар Хафen             | Германия  | 8,01    | ×       | 8,22w   | 8,05w   | ×       | ×       |               |
| 5  | 8,06 | 1,7     | Богдан Тудор             | Румыния   | 7,85    | 8,00    | ×       | ×       | 8,06    | ×       |               |
| 6  | 8,02 | 1,9     | Дэвид Кулбертen          | Австралия | ×       | 7,53    | 8,02    | 7,57    | ×       | 7,60    |               |
| 7  | 8,01 | 0,7     | Джованни Эванджелисти    | Италия    | 7,97    | 7,96    | ×       | ×       | 8,01    | 7,99    |               |
| 8  | 7,99 | 2,1     | Владимир Очкань          | СССР      | 7,99w   | ×       | ×       | ×       | 5,89    | ×       |               |
| 9  | 7,94 | –0,5    | Хайме Джефферсон         | Куба      |         |         |         |         |         |         |               |
| 10 | 7,94 | 3,1     | Андре Мюллерen           | Германия  |         |         |         |         |         |         |               |
| 11 | 7,92 | 0,5     | Чжен Дзунронen           | Китай     |         |         |         |         |         |         |               |
| 12 | 7,92 | –1,5    | Константинос Кукодимосen | Греция    |         |         |         |         |         |         |               |
| 13 | 7,78 | 0,8     | Джордж Огбейде           | Нигерия   |         |         |         |         |         |         |               |

### Квалификация
Квалификационный норматив 8,05 м. В финал выходят 12 лучших и все выполнившие норматив. На данных соревнованиях в финал попали 13 человек, так как двое (Владимир Очкань и Дэвид Кулберт) с одинаковым результатом 8,01 м разделили 12-е место.
Токио, 29.08.1991
| МЕСТО | ГРУППА A                       | РЕЗУЛЬТАТ |
| ----- | ------------------------------ | --------- |
| 1.    | Карл Льюис (США)               | 8,56 м    |
| 2.    | Чэнь Цзуньжун (КНР)            | 8,05 м    |
| 3.    | Андре Мюллер (Германия)        | 8,04 м    |
| 4.    | Хайме Джефферсон (Куба)        | 8,04 м    |
| 5.    | Джованни Эванджелисти (Италия) | 8,03 м    |
| 6.    | Джордж Огбейде (Нигерия)       | 8,02 м    |
| 7.    | Владимир Очкань (СССР)         | 8,01 м    |
| 8.    | Дэвид Кулберт (Австралия)      | 8,01 м    |
| 9.    | Эдрик Флореал (Канада)         | 7,95 м    |
| 10.   | Марк Форсайт (Великобритания)  | 7,95 м    |
| 11.   | Хесус Оливан (Испания)         | 7,94 м    |
| 12.   | Милан Гомбала (Чехословакия)   | 7,89 м    |
| 13.   | Джеймс Сабулей (Кения)         | 7,86 м    |
| 14.   | Пауло де Оливейра (Бразилия)   | 7,78 м    |
| 15.   | Бадара Мбанг (Сенегал)         | 7,75 м    |
| 16.   | Иван Стоянов (Болгария)        | 7,73 м    |
| 17.   | Франс Мас (Нидерланды)         | 7,71 м    |
| 18.   | Lotfi Khaida (Алжир)           | 7,68 м    |
| 19.   | Джонатан Мойл (Новая Зеландия) | 7,52 м    |
| 20.   | Франсуа Ретено (Габон)         | 7,15 м    |
| 21.   | Khalid Ahmed Mousa (Судан)     | 6,58 м    |
| —     | Hitoshi Shimo (Япония)         | NM        |

| МЕСТО | ГРУППА B                                | РЕЗУЛЬТАТ |
| ----- | --------------------------------------- | --------- |
| 1.    | Дитмар Хаф (Германия)                   | 8,21 м    |
| 2.    | Ларри Майрикс (США)                     | 8,20 м    |
| 3.    | Майк Пауэлл (США)                       | 8,19 м    |
| 4.    | Константинос Кукодимос (Греция)         | 8,12 м    |
| 5.    | Богдан Тудор (Румыния)                  | 8,05 м    |
| 6.    | Роберт Эммиян (СССР)                    | 8,00 м    |
| 7.    | Иэн Джеймс (Канада)                     | 7,94 м    |
| 8.    | Фаусто Фриджерио (Италия)               | 7,88 м    |
| 9.    | Ярмо Карна (Финляндия)                  | 7,79 м    |
| 10.   | Анхель Эрнандес (Испания)               | 7,75 м    |
| 11.   | Хуан Гэн (КНР)                          | 7,69 м    |
| 12.   | Красимир Минчев (Болгария)              | 7,62 м    |
| 13.   | Чаба Альмаши (Венгрия)                  | 7,62 м    |
| 14.   | Маттиас Суннеборн (Швеция)              | 7,61 м    |
| 15.   | Мурат Аяйдин (Турция)                   | 7,57 м    |
| 16.   | Франк Зио (Буркина-Фасо)                | 7,50 м    |
| 17.   | Saeed Musabbah Ali (ОАЭ)                | 7,05 м    |
| 18.   | Карим Стрит-Томпсон (Каймановы острова) | 6,99 м    |
| —     | Дмитрий Багрянов (СССР)                 | NM        |
| —     | Борут Билач (Югославия)                 | NM        |
| —     | Крэйг Хепбёрн (Багамские острова)       | NM        |